# Isabelle Bruce
Isabelle Bruce (Isabella de Brus ou Isobail a Brus, ou  Isabella Robertsdotter Brus), née vers 1272 et morte à Bergen en 1358, est une princesse écossaise de la maison Bruce qui devint reine consort de Norvège en épousant le roi Éric II de Norvège.

## Contexte historique

Armes d'Isabelle de Bruce

Isabelle Bruce nait dans le Carrick en Écosse. Elle est la fille de Robert VI Bruce 6e comte d'Annandale et de la comtesse Margaret de Carrick. Ses frères sont  Robert Bruce, futur roi d'Écosse et Édouard Bruce qui fut brièvement roi d'Irlande. À l'âge de  21 ans, elle se rend en Norvège avec son père et elle épouse à Bergen le 25 septembre 1293 le roi  Éric II de Norvège. Sa dot est évoquée à l'époque par le noble norvégien Audun Hugleiksson qui relève quelle possède: des vêtements précieux, 2 casseroles d'or, 24 assiettes d'argent, 4 salières d'argent et 12 bols à soupe à deux anses (scyphus),.
Isabelle est la seconde épouse d'Éric II  qui avait épousé antérieurement une autre princesse écossaise, fille du roi Alexandre III d'Écosse, Marguerite d'Écosse, morte en donnant naissance à leur fille unique en 1283. Après la mort du roi Alexandre III, sa petite-fille, la fille d'Eric  Marguerite de Norvège était devenue l'héritière du trône d'Écosse. La noblesse écossaise négociait l'union de leur jeune reine avec Édouard le fils et héritier du roi Édouard Ier d'Angleterre lorsque l'enfant meurt en 1290. La disparition de la reine Marguerite Ire plonge l'Écosse dans la crise de succession écossaise.
La mort de la reine laisse l'Écosse sans roi légitime et à la merci d'un arbitrage d'Édouard Ier entre les prétendants. C'est alors que, John Balliol revendique la couronne d'Écosse avec l'appui de son neveu John III Comyn le Rouge et que la Maison de Bruce s'empare de forteresses du Galloway, et proclame son droit au trône en s'appuyant sur plusieurs lignées locales dont les Stuarts. À l'époque du mariage d'Isabelle en 1293, son frère est donc l'un des prétendants au trône d'Écosse. Les Bruces s'allient provisoirement avec le roi Édouard Ier contre  John Balliol et ses alliés de la famille Comyn. Finalement en 1306, Robert Bruce se proclame roi d'Écosse et se fait couronner. L'historien  G.W.S. Barrow observe que le roi Éric II avait renoué ses relations avec l'Écosse « afin d'augmenter les liens d'amitié qui l'ont lié au roi anglais »

## Veuvage
À la mort d'Éric II en 1299 après six années de mariage, Isabelle est une jeune veuve de 26 ans. Éric II a comme successeur son frère cadet le roi Haakon V de Norvège qui règne jusqu'à sa mort en 1319. Isabelle ne se remarie jamais, bien qu'elle survive à son époux pendant 59 ans. Leur union n'a pas engendré d'héritier mâle, mais une fille unique Ingeborg Eriksdatter, qui est d'abord fiancée à l'âge de trois ans en 1300 avec Jon Magnusson comte des Orcades un vassal du roi de Norvège, puis elle épouse en 1312 Valdemar Magnusson de Suède, Duc de Finlande. C'est Isabelle Bruce elle-même qui organise ses deux engagements.
Isabelle Bruce ne retournera jamais en Écosse. Elle vit à Bergen en Norvège pendant tout le reste de sa vie, et y meurt. On possède peu d'information sur son activité de reine consort par contre son existence de reine douairière est mieux documentée. Isabelle participe à de nombreux événements officiels et cérémonies et n'est pas sans influence. Elle est présente avec le couple royal lors de l'installation en 1305 de Arne Sigurdssön, le nouvel évêque de Bergen. Elle a de bonnes relations avec le pouvoir ecclésiastique de Bergen, fait des donations et, en 1324, reçoit plusieurs domaines de l'église. Il semble qu'elle ait également participé aux négociations en l'Écosse et la Norvège concernant le comté des Orcades et les Shetlands en 1312 lorsque le traité de Perth est confirmé. En 1339, son petit-cousin le roi Magnus IV de Suède gracie à sa demande un prisonnier. Elle échange une correspondance avec sa sœur Christina Bruce et envoie des troupes à son secours. En 1357, elle est une des cohéritières de sa fille Ingebjorg, duchesse d'Uppland, Öland et de Finlande,.

## Source de la traduction
- (en) Cet article est partiellement ou en totalité issu de l’article de Wikipédia en anglais intitulé « Isabel Bruce » (voir la liste des auteurs).

## Autres sources
- (en) Ruth Margaret Blakely, (2005) The Brus Family in England and Scotland, 1100-1295 (Boydell Press)  (ISBN 978-1-84383-152-5).
- (en) Michael Penman, (2014) Robert the Bruce: King of the Scots (Yale University Press)  (ISBN 978-0-30014-872-5)